# Acnodon
Acnodon es un género de pez de la familia Serrasalmidae en el orden de los Characiformes, nativos de aguas continentales de América del Sur.

## Especies
Hay tres especies en este género:
- Acnodon normani Gosline, 1951
- Acnodon oligacanthus (J. P. Müller & Troschel, 1844)
- Acnodon senai Jégu & dos Santos, 1990